# Anthomyia medialis
Anthomyia medialis är en tvåvingeart som beskrevs av Donald Henry Colless 1982. Anthomyia medialis ingår i släktet Anthomyia och familjen blomsterflugor. Inga underarter finns listade i Catalogue of Life.